# 16.ª etapa del Tour de Francia 2022
La 16.ª etapa del Tour de Francia 2022 tuvo lugar el 19 de julio de 2022 entre Carcasona y Foix sobre un recorrido de 178,5 km. El vencedor fue el canadiense Hugo Houle del Israel-Premier Tech y el danés Jonas Vingegaard consiguió mantener el liderato un día más.

## Clasificación de la etapa
| Carcasona - Foix | etapa de media montaña | (178,5 km) |

| \| Clasificación de la etapa \| Clasificación de la etapa \| Clasificación de la etapa \| Clasificación de la etapa \| Clasificación de la etapa \| \| Ciclista \| Ciclista \| Equipo \| Tiempo \| \| \| ------------------------- \| ------------------------- \| ------------------------- \| ------------------------- \| ------------------------- \| \| 1.º \| Hugo Houle \| Israel-Premier Tech \| 4 h 23 min 47 s \| \| \| 2.º \| Valentin Madouas \| Groupama-FDJ \| + 1 min 10 s \| \| \| 3.º \| Michael Woods \| Israel-Premier Tech \| + 1 min 10 s \| \| \| 4.º \| Matteo Jorgenson \| Movistar Team \| + 1 min 12 s \| \| \| 5.º \| Michael Storer \| Groupama-FDJ \| + 1 min 25 s \| \| \| 6.º \| Aleksandr Vlásov \| Bora-Hansgrohe \| + 1 min 40 s \| \| \| 7.º \| Dylan Teuns \| Bahrain Victorious \| + 1 min 40 s \| \| \| 8.º \| Simon Geschke \| Cofidis \| + 2 min 11 s \| \| \| 9.º \| Mathieu Burgaudeau \| TotalEnergies \| + 5 min 04 s \| \| \| 10.º \| Damiano Caruso \| Bahrain Victorious \| + 5 min 04 s \| \| |                    |                     |                 |
| |                    |                     |                 |
| Fuente: ProCyclingStats |                    |                     |                 |
| Clasificación de la etapa |                    |                     |                 |
| Ciclista | Ciclista           | Equipo              | Tiempo          |
| 1.º | Hugo Houle         | Israel-Premier Tech | 4 h 23 min 47 s |
| 2.º | Valentin Madouas   | Groupama-FDJ        | + 1 min 10 s    |
| 3.º | Michael Woods      | Israel-Premier Tech | + 1 min 10 s    |
| 4.º | Matteo Jorgenson   | Movistar Team       | + 1 min 12 s    |
| 5.º | Michael Storer     | Groupama-FDJ        | + 1 min 25 s    |
| 6.º | Aleksandr Vlásov   | Bora-Hansgrohe      | + 1 min 40 s    |
| 7.º | Dylan Teuns        | Bahrain Victorious  | + 1 min 40 s    |
| 8.º | Simon Geschke      | Cofidis             | + 2 min 11 s    |
| 9.º | Mathieu Burgaudeau | TotalEnergies       | + 5 min 04 s    |
| 10.º | Damiano Caruso     | Bahrain Victorious  | + 5 min 04 s    |

## Clasificaciones al final de la etapa

### Clasificación general(Maillot Jaune)
| \| Clasificación general \| Clasificación general \| Clasificación general \| Clasificación general \| Clasificación general \| \| Ciclista \| Ciclista \| Equipo \| Tiempo \| \| \| --------------------- \| --------------------- \| ---------------------------------- \| --------------------- \| --------------------- \| \| 1.º \| Jonas Vingegaard \| Jumbo-Visma \| 64 h 28 min 09 s \| \| \| 2.º \| Tadej Pogačar \| UAE Team Emirates \| + 2 min 22 s \| \| \| 3.º \| Geraint Thomas \| Ineos Grenadiers \| + 2 min 43 s \| \| \| 4.º \| Nairo Quintana \| Arkéa-Samsic \| + 4 min 15 s \| \| \| 5.º \| David Gaudu \| Groupama-FDJ \| + 4 min 24 s \| \| \| 6.º \| Adam Yates \| Ineos Grenadiers \| + 5 min 28 s \| \| \| 7.º \| Louis Meintjes \| Intermarché-Wanty-Gobert Matériaux \| + 5 min 46 s \| \| \| 8.º \| Aleksandr Vlásov \| Bora-Hansgrohe \| + 6 min 18 s \| \| \| 9.º \| Romain Bardet \| Team DSM \| + 6 min 37 s \| \| \| 10.º \| Thomas Pidcock \| Ineos Grenadiers \| + 10 min 11 s \| \| |                  |                                    |                  |
| |                  |                                    |                  |
| Fuente: ProCyclingStats |                  |                                    |                  |
| Clasificación general |                  |                                    |                  |
| Ciclista | Ciclista         | Equipo                             | Tiempo           |
| 1.º | Jonas Vingegaard | Jumbo-Visma                        | 64 h 28 min 09 s |
| 2.º | Tadej Pogačar    | UAE Team Emirates                  | + 2 min 22 s     |
| 3.º | Geraint Thomas   | Ineos Grenadiers                   | + 2 min 43 s     |
| 4.º | Nairo Quintana   | Arkéa-Samsic                       | + 4 min 15 s     |
| 5.º | David Gaudu      | Groupama-FDJ                       | + 4 min 24 s     |
| 6.º | Adam Yates       | Ineos Grenadiers                   | + 5 min 28 s     |
| 7.º | Louis Meintjes   | Intermarché-Wanty-Gobert Matériaux | + 5 min 46 s     |
| 8.º | Aleksandr Vlásov | Bora-Hansgrohe                     | + 6 min 18 s     |
| 9.º | Romain Bardet    | Team DSM                           | + 6 min 37 s     |
| 10.º | Thomas Pidcock   | Ineos Grenadiers                   | + 10 min 11 s    |

### Clasificación por puntos(Maillot Vert)
| Clasificación por puntos | Clasificación por puntos | Clasificación por puntos | Clasificación por puntos | Clasificación por puntos |
| Ciclista                 | Ciclista                 | Equipo                   | Puntos                   |                          |
| ------------------------ | ------------------------ | ------------------------ | ------------------------ | ------------------------ |
| 1.º                      | Wout van Aert            | Jumbo-Visma              | 399 pts                  |                          |
| 2.º                      | Tadej Pogačar            | UAE Team Emirates        | 182 pts                  |                          |
| 3.º                      | Jasper Philipsen         | Alpecin-Deceuninck       | 176 pts                  |                          |
| 4.º                      | Mads Pedersen            | Trek-Segafredo           | 158 pts                  |                          |
| 5.º                      | Fabio Jakobsen           | Quick-Step Alpha Vinyl   | 155 pts                  |                          |
| 6.º                      | Christophe Laporte       | Jumbo-Visma              | 121 pts                  |                          |
| 7.º                      | Michael Matthews         | BikeExchange-Jayco       | 118 pts                  |                          |
| 8.º                      | Peter Sagan              | TotalEnergies            | 104 pts                  |                          |
| 9.º                      | Jonas Vingegaard         | Jumbo-Visma              | 98 pts                   |                          |
| 10.º                     | Fred Wright              | Bahrain Victorious       | 83 pts                   |                          |

### Clasificación de la montaña(Maillot à Pois Rouges)
| Clasificación de la montaña | Clasificación de la montaña | Clasificación de la montaña        | Clasificación de la montaña | Clasificación de la montaña |
| Ciclista                    | Ciclista                    | Equipo                             | Puntos                      |                             |
| --------------------------- | --------------------------- | ---------------------------------- | --------------------------- | --------------------------- |
| 1.º                         | Simon Geschke               | Cofidis                            | 58 pts                      |                             |
| 2.º                         | Louis Meintjes              | Intermarché-Wanty-Gobert Matériaux | 39 pts                      |                             |
| 3.º                         | Neilson Powless             | EF Education-EasyPost              | 37 pts                      |                             |
| 4.º                         | Jonas Vingegaard            | Jumbo-Visma                        | 36 pts                      |                             |
| 5.º                         | Giulio Ciccone              | Trek-Segafredo                     | 35 pts                      |                             |
| 6.º                         | Pierre Latour               | TotalEnergies                      | 35 pts                      |                             |
| 7.º                         | Thomas Pidcock              | Ineos Grenadiers                   | 28 pts                      |                             |
| 8.º                         | Anthony Perez               | Cofidis                            | 26 pts                      |                             |
| 9.º                         | Tadej Pogačar               | UAE Team Emirates                  | 26 pts                      |                             |
| 10.º                        | Wout van Aert               | Jumbo-Visma                        | 25 pts                      |                             |

### Clasificación del mejor joven(Maillot Blanc)
| Clasificación del mejor joven | Clasificación del mejor joven | Clasificación del mejor joven      | Clasificación del mejor joven | Clasificación del mejor joven |
| Ciclista                      | Ciclista                      | Equipo                             | Tiempo                        |                               |
| ----------------------------- | ----------------------------- | ---------------------------------- | ----------------------------- | ----------------------------- |
| 1.º                           | Tadej Pogačar                 | UAE Team Emirates                  | 64 h 30 min 31 s              |                               |
| 2.º                           | Thomas Pidcock                | Ineos Grenadiers                   | + 7 min 49 s                  |                               |
| 3.º                           | Matteo Jorgenson              | Movistar Team                      | + 54 min 00 s                 |                               |
| 4.º                           | Brandon McNulty               | UAE Team Emirates                  | + 57 min 43 s                 |                               |
| 5.º                           | Andreas Leknessund            | Team DSM                           | + 1 h 17 min 20 s             |                               |
| 6.º                           | Michael Storer                | Groupama-FDJ                       | + 1 h 18 min 33 s             |                               |
| 7.º                           | Kevin Geniets                 | Groupama-FDJ                       | + 1 h 42 min 16 s             |                               |
| 8.º                           | Georg Zimmermann              | Intermarché-Wanty-Gobert Matériaux | + 1 h 52 min 25 s             |                               |
| 9.º                           | Fred Wright                   | Bahrain Victorious                 | + 2 h 03 min 37 s             |                               |
| 10.º                          | Quinn Simmons                 | Trek-Segafredo                     | + 2 h 17 min 48 s             |                               |

### Clasificación por equipos(Classement par Équipe)
| Clasificación por equipos | Clasificación por equipos | Clasificación por equipos | Clasificación por equipos |
| Equipo                    | Equipo                    | Tiempo                    |                           |
| ------------------------- | ------------------------- | ------------------------- | ------------------------- |
| 1.º                       | Ineos Grenadiers          | 193 h 17 min 10 s         |                           |
| 2.º                       | Groupama-FDJ              | + 28 min 51 s             |                           |
| 3.º                       | Jumbo-Visma               | + 33 min 54 s             |                           |
| 4.º                       | UAE Team Emirates         | + 1 h 11 min 28 s         |                           |
| 5.º                       | Bora-Hansgrohe            | + 1 h 20 min 13 s         |                           |
| 6.º                       | Movistar Team             | + 1 h 43 min 56 s         |                           |
| 7.º                       | Bahrain Victorious        | + 1 h 54 min 52 s         |                           |
| 8.º                       | Israel-Premier Tech       | + 2 h 24 min 33 s         |                           |
| 9.º                       | Arkéa-Samsic              | + 2 h 29 min 45 s         |                           |
| 10.º                      | Team DSM                  | + 2 h 37 min 31 s         |                           |

## Abandonos
Jakob Fuglsang, tras fracturarse una costilla durante la etapa anterior, Lennard Kämna, resfriado, y Aurélien Paret-Peintre, Mikaël Cherel y Max Walscheid, por positivo en COVID-19, no tomaron la salida. Por su parte, Marc Soler llegó fuera de control.